# Canadair CP-107 Argus
Canadair CP-107 Argus (CL-28) je bilo mornariško patruljno letalo, ki ga je zasnoval in proizvajal  Canadair za Kraljeve kanadske letalske sile (RCAF). Svoj čas je veljalo za eno izmed najboljših protipodmorniških letal.
Argus je bil opremljen z iskalnim radarjem, sonarnimi bojami, ECM opremo, EER in detektorjem magnetnih anomalij. Lahko je bil oborožen z do 3600 kg bomb, globinskih bomb, min ali torpedov.

## Specifikacije
Podatki iz The Encyclopedia of World Aircraft, Donald 1997, p. 118
Splošne karakteristike
- Posadka: 15
- Dolžina: 128 ft 9,5in (39,26 m)
- Razpon kril: 142 ft 3,5in (43,37 m)
- Višina: 38 ft 8 in (11,79 m)
- Površina kril: 2 075 sq ft (192,77 m²)
- Teža praznega letala: 81 000 lb (36 741 kg)
- Maks. vzletna teža: 157 000 lb (71 214 kg)
- Pogon letala: 4 ×  Wright R-3350 Duplex-Cyclone TC18EA1 turbokompaundni motorji , 3 700 KM (2 535 kW)  vsak

 Zmogljivost 
- Maks. hitrost: 315 mph (507 km/h)
- Potovalna hitrost: 207 mph (333 km/h)
- Doseg: 5 900 milj (9 495 km)
- Višina leta: 25 000 ft (7 620 m)

Oborožitev

Do 3600 kg bomb, globinskih bomb, min ali torpedov